# Charles Meunier

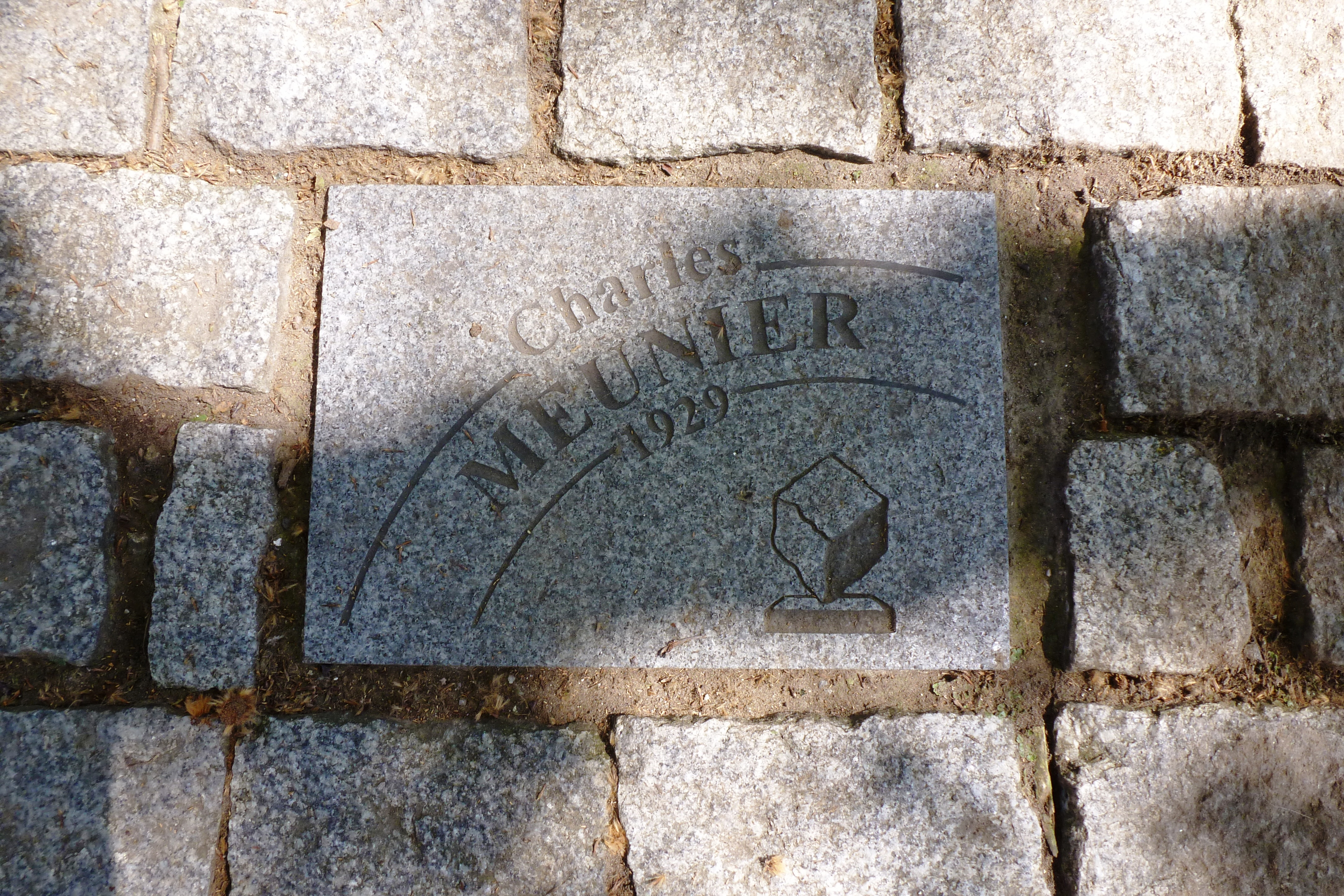
Pflasterstein für Charles Meunier zur Erinnerung an seinen Sieg bei Paris-Roubaix

Charles Meunier (* 18. Juni 1903 in Gilly; † 17. Februar 1971 in Montignies-sur-Sambre) war ein belgischer Radrennfahrer. 
Charles Meunier war Profi von 1926 bis 1933. Der größte Erfolg seiner Laufbahn war sein Sieg bei Paris–Roubaix im Jahr 1929, nachdem er im Jahre zuvor Dritter geworden war. Ebenfalls 1928 startete er bei der Tour de France, gab aber nach der fünften Etappe auf.
Meunier starb im Alter von 67 Jahren nach einem Sturz mit dem Fahrrad.